# Mitsuhisa Taguchi
Mitsuhisa Taguchi (født 14. februar 1955, død 12. november 2019) var en japansk fodboldspiller.

## Japans fodboldlandshold
| Japans landshold | Japans landshold | Japans landshold |
| År               | Kmp              | Mål              |
| ---------------- | ---------------- | ---------------- |
| 1975             | 1                | 0                |
| 1976             | 3                | 0                |
| 1977             | 5                | 0                |
| 1978             | 13               | 0                |
| 1979             | 8                | 0                |
| 1980             | 4                | 0                |
| 1981             | 4                | 0                |
| 1982             | 8                | 0                |
| 1983             | 9                | 0                |
| 1984             | 4                | 0                |
| Total            | 59               | 0                |